# Acuario de la bahía de Monterey
El Acuario de la Bahía de Monterey (en inglés Monterey Bay Aquarium) es un acuario público sin fines de lucro en Monterey, California. Conocido por su enfoque regional en los hábitats naturales, fue el primero en exhibir un bosque de quelpo vivo cuando fue inaugurado en octubre de 1984. Sus biólogos son pioneros en la cría de medusas y fue el primero en crear exitosamente una exhibición para el gran tiburón blanco. Los esfuerzos de investigación y conservación de la organización también se concentran en nutrias marinas, aves y atunes. Seafood Watch, una lista consultiva de cultivo sustentable de mariscos publicada por el acuario desde 1999, ha influenciado las discusiones relacionadas con el cultivo sustentable de mariscos.
Propuestas anteriores para construir un acuario público en el Condado de Monterey no fueron exitosas hasta que un grupo de cuatro biólogos marinos afiliados con la Universidad de Stanford revisaron el concepto a finales de la década de los setenta. El acuario de la Bahía de Monterey fue construido en el antiguo sitio de una fábrica de sardinas en conserva y ha sido reconocida por sus logros arquitectónicos por el Instituto Americano de Arquitectos. Aparte de su arquitectura, el acuario  ha ganado numerosos premios por sus exhibiciones de vida marina, esfuerzos de conservación del océano y programas educacional.
El Acuario de la Bahía de Monterey recibe aproximadamente dos millones de visitantes al año. Lidero la revitalización de Cannery Row, y produce cientos de millones de dólares  para la economía del Condado de Monterey. Además de aparecer en dos documentales de PBS Nature, el acuario ha aparecido en producciones de para y televisión.

## Financiamiento y diseño
A principios de los años sesenta, científicos de la Estación Marina Hopkins de la Universidad de Stanford se empezaron preocupar por el crecimiento industrial en Cannery Row. La estación tuvo éxito en convencer a la universidad de la verosimilitud de sus preocupaciones en 1967, y la Universidad de Stanford compró la propiedad en Cannery Row que albergaba la enlatadora de sardinas en conserva Hovden, en la frontera entre Monterey y Pacific Grove. La enlatadora Hovden cerro en 1973 cuando su compañía matriz movió la planta, y la estación Hopkins uso las instalaciones como un depósito. A finales de la década de los setenta, de todas formas, Chuck Baxtery Robin Burnett-ambos miembros de la facultad en Hopkins-junto con Nancy Burnett, una graduada de los Laboratorios Marinos de Moss Landing, y Steve Webster, profesor en la Universidad Estatal de San José, pensaron en construir un acuario en el sitio de la enlatadora Hovden. Tres propuestas separadas para un acuario en el Condado de Monterey ya habían ocurrido en 1914, 1925 y 1944, pero el respaldo financiero y apoyo popular de la idea no fueron suficientes. Nancy Burnett llevó los intereses del grupo a sus padres, Lucile y David Packard (cofundador de Hewlett-Packard), y su fundación mando a hacer un estudio de factibilidad. Se predijo que un acuario atraería 300.000 visitantes anualmente con potencial para un incremento futuro a 500.000, así que, en abril de 1978, los Packard crearon la Fundación del Acuario de la Bahía de Monterey, la cual compró la propiedad de Hovden a la Universidad de Stanford por casi un millón de dólares. Cerca de esta época, Julie Packard-también una hija de Lucile y David Packard- se unió al grupo de planeación. David Packard inicio la construcción con una donación inicial de siete millones de dólares con la promesa de que la empresa de un acuario privado sin fines de lucro sería financieramente independiente después de su apertura. Después de una expansión de la exhibiciones planeadas-después de visitar acuarios públicos en Japón-y el diseño y la creación de exhibiciones interiores, los Packard pagaron finalmente un asuma de 55 millones de dólares.
La firma de contratistas Rudolph and Sletten predijo que el edificio tardaría 31 meses (dos años y medio) en construirse, pero la gerente del proyecto Linda Rhodes y la firma arquitectónica Esherick, Homsey, Dodge, and Davis (EHDD) primero tenían que diseñar las instalaciones para calzar con Cannery Row. Los involucrados pretendían reconstruir la enlatadora Hovden en lugar de destruirla, pero EHDD reconoció que esto último sería "un gran perjuicio para nuestro publico visitante y para la comunidad". Partes específicas del edificio pudieron ser mantenidas, pero otras áreas fueron reutilizadas; el antiguo depósito de la fábrica de conservas fue convertido en oficinas administrativas, y un sistema de agua de mar para las exhibiciones acuáticas reemplazo el edificio de la bomba y llevó peces al depósito desde tanques de almacenamiento flotantes en la bahía. Las instalaciones fueron construidas alrededor de la sala de calderas de la fábrica, la cual es preservada como una exhibición pública no funcional. Como el edificio residiría parcialmente sobre el agua, retos únicos acontecieron en el transcurso de la construcción. Casi la mitad del acuario estaría situado sobre la bahía a profundidades mayores de 37 metros, requiriendo la instalación de elementos fundacionales durante la marea baja, que a menudo ocurrían de noche. De acuerdo con la gerente del proyecto y con Rudolph and Sletten, las excavaciones a veces se perdían debido a que la composición de los suelos inferiores de arena de playa era inconsistente.
Varios elementos del edificio eran reflejos de los de la fábrica Hovden, incluyendo sus ventanas (para permitir la entrada de luz solar), los muros planos de cemento, las protecciones estructurales contra la olas y tormentas y su gran cantidad de techos. Las tuberías y ductos expuestos a lo largo del techo también contribuyeron al estilo industrial de los edificios de Cannery Row. La irónica transición desde una planta que procesaba pescado a un acuario que los expondría no previno a las instalaciones de parecer una fábrica según múltiples periodistas. La exitosa representación del acuario de las fábricas de conservas fue reconocido  por  la Sociedad Histórica de California con un premio a la preservación histórica.
Cuando el Acuario de la Bahía de Monterey abrió el 20 de octubre de 1984, era el acuario público más grande en los Estados Unidos. En el día inaugural recibió 11.000 visitas y alrededor de 30.000 en los días festivos. En referencia a la desaparición de las sardinas (debido a la sobrepesca), lo que causó que las enlatadoras cerraran, el acuario dijo que "los peces regresaron". A lo largo del año siguiente, 2,4 millones de personas lo visitaron, lo que influencio suposiciones acerca de "la habilidad de la vida marina para entretener, educar y promover una ciudad". Después de cinco años, el Los Angeles Times reportó que estaba entre las atracciones más populares para los visitantes en California. Para 1994 era el acuario más visitado en los Estados Unidos. Por su diseño, EHDD fue premiado con un Premio de Honor Nacional por el Instituto Americano de Arquitectos en 1988. La sección estatal del instituto le dio a las instalaciones su Premio de 25 Años en 2011 y, en 2016, fue premiado con el Premio de 25 Años nacional, descrito como "un punto de referencia y un modelo a seguir para los acuarios de todas partes".
Mientras se discutía acerca de los programas de educación y conservación, su trayectoria en el entretenimiento de los visitantes, y su reputación de colaboración, la cabeza de la Asociación de Zoológicos y Acuarios lo describió como "un líder definitivo" en 2009 en el Los Angeles Times. Desde que abrió en 1984, Julie Packard ha sido la directora ejecutiva del acuario.

## Exhibiciones del acuario
De acuerdo con los reportes de progreso durante de la fase de planeación del acuario en 1980, los esfuerzos de los fundadores para construir un acuario devinieron de un interés de compartir la vida marina de la región con el público. Esto se lograría a través de sus exhibiciones representativas de los hábitat de la Bahía de Monterey y de California central. La idea de presentar hábitat marinos fue inspirado por el trabajo del ecologista Ed Ricketts en su libro de 1939 acerca de la ecología intermareal, Between Pacific Tides (en español Entre las Mares del Pacifico). A principios de la década de los ochenta fue un acercamiento único al diseño de acuarios públicos, siendo que los dos acuarios públicos ms grandes de la época en los Estados Unidos-el Acuario de Nueva Inglaterra de Boston (1969) y el Acuario Nacional de Baltimore (1981)-se concentraban en "magnificas exhibiciones de arrecifes de coral o grandes tiburones", y mostraban algunas especies locales.

### Sistema de agua de mar
El Acuario de la Bahía de Monterey presenta 35.000 animales que pertenecen a más de 550 especies en 8.700.000 litros de agua. el agua de mar filtrada de la Bahía de Monterey es bombeada hacia el Bosque de Quelpo y otras exhibiciones a 7.600 litros por minuto. En las noches, se usa agua de mar sin filtrar para mantener la apariencia realística de la exhibición del Bosque de Quelpo. El uso de agua sin filtrar permite que los animales crezcan en las cañerías del acuario, así que deben ser ocasionalmente limpiados con herramientas especiales, las cuales se mueven a través de las tuberías bajo presión para remover organismos y escombros. El sistema de control que mantiene este sistema de agua de mar y otros componentes de soporte vital para los animales están mayoritariamente automatizados,  
dan seguimiento a varios parámetros químicos y reducen las posibilidades de errores humanos durante tareas repetitivas tales como el lavado de los filtros. El sistema de agua de mar es controlado por más 10.000 puntos de información de datos.

### Exhibición del Bosque de Quelpo
Con 8,5 metros de alto y 20 metros de largo, el Bosque de Quelpo es el punto focal de la sección del Costera del Acuario de la Bahía de Monterey. Con casi tres pisos de altura, la exhibición es considerada el primer intento exitoso de mantener un Bosque de Quelpo vivo en un entrono artificial. Durante la planeación y construcción de las instalaciones, los profesionales dudaron de que el quelpo pudiera ser cultivado en un acuario a esta escala. E, incluso si se pudiera cultivar, los críticos del proyecto no creyeron que el público estaría interesado en ver esta representación de la Bahía de Monterey. Durante la fase de diseño, los científicos de quelpo Wheeler North del Instituto Tecnológico de California y Mike Neushal de la Universidad de California, Santa Bárbara informaron al acuario de las necesidades del quelpo. El éxito de la exhibición en sustentar quelpos gigantes y su realística apariencia son atribuidos a la disponibilidad de luz solar, el uso del agua de mar natural de la Bahía de Monterey y a la máquina de olas (un émbolo gigante) que replica las corrientes de agua de California. La máquina de olas de 1,5 metros, la cual mueve agua cada seis segundos, permite al quelpo en la exhibición crecer un promedio de 10 centímetros por día, y fue diseñado y construido por David Packard. Los bosques de quelpo son importantes ecosistemas a o largo de las costas de California-comparables a las selvas tropicales en su biodiversidad-y, junto con el quelpo gigante, la exhibición contiene especies nativas de la Bahía de Monterey, incluyendo peces roca y tiburones leopardo.

### Sección de Mar Abierto
En 1996, el Acuario de la Bahía de Monterey abrió una segunda sección de hábitat acuáticos, concentrándose en las zonas de piélago encontradas a 97 kilómetros de la Bahía de Monterey. Costando 97 millones de dólares y tomando siete años en desarrollarse, la sección casi duplico el espacio de exhibición del acuario público. Consiste en tres galerías separadas: varias medusas y otros tipos de plancton encontrados en la Bahía; una exhibición de una gran comunidad de piélago; y "viajeros oceánicos", entre los que se destacan los frailecillos coletudos y las tortugas marinas. Cuando la exhibición abrió, el San Francisco Chronicle reportó que el acuario tenía la mayoría de las medusas exhibidas en el mundo. En 1997, la Asociación de Zoológicos y Acuarios premio a la sección con su Premio a la Exhibición.
Teniendo 4 500 000 de litros, la exhibición de la comunidad del Mar Abierto es el mayor tanque de acuario. Hecho con plástico reforzado con fibra de vidrio, tiene 24 metros de largo y 11 metros de profundidad. Su mayor ventana de observación-de 16 metros de largo y 4,4 metros de alto-fue considerada como la ventana de acuario más grande en el mundo cuando se instaló en 1996. Para evitar que los animales naden hacia las ventanas cuando hay ausencia de visitantes y se dañen o mueran (como lo hizo un atún cimarrón en 2007), una manguera de aire debajo de la ventana genera un "muro de burbujas" en frente ella durante las noches. Las especies reportadas en exhibición incluyen tortugas verdes, sardinas, rayas pelágicas, tiburones martillo comunes, tiburones trozo, mahi mahi, verdeles, atunes cimarrones y de aleta amarilla, y peces luna. Históricamente, la exhibición también ha incluido tiburones azules, tiburones vitamínicos, barracudas de California. Seis grandes tiburones blancos fueron exhibidos en la exhibición del Mar Abierto entre 2004 y 2011, un esfuerzo criticado por algunos pero generalmente descrito como un impacto positivo científico y educativo positivo. Antes de que el primer tiburón blanco fuera expuesto por seis meses antes de ser liberado,  la mayor cantidad de tiempo en la que un tiburón blanco había sobrevivido en un acuario era de 16 días.
r
Una renovación de la sección de 10 meses y 19 millones de dólares para restaurar la exhibición de la comunidad concluyó en julio de 2011. Los patrones de nado turbulentos de los atunes de 140 kilogramos estaban desmantelando las losas de vidrio estructurales de la exhibición, los cuales eran subsecuentemente comidos por las tortugas marinas, así que la exhibición fue drenada después de que todos los 10.000 animales fueron atrapados. Se agregaron exhibiciones suplementarias como parte de esta renovación con obras de arte que destacando los problemas actuales en la conservación del océano, incluidas la sobrepesca y la contaminación plástica.

### Otras exhibiciones permanentes
El Acuario de la Bahía de Monterey abrió en 1984 con 83 tanques en 12 galerías, los cuales fueron más que duplicados para 2014 en 200 exhibiciones de animales vivos. En adición a las exhibiciones del Bosque de Quelpo y del Mar Abierto, hay otros dos acuarios prominentes. El tanque de los Hábitat de la Bahía de Monterey, como su nombre sugiere, representa varios hábitat de la Bahía de Monterey, desde muelles hasta los fondos marinos arenosos y los profundos arrecifes de rocosos. Es de 27 metros de largo y tiene forma de ocho, posee 1.100.000 litros, un volumen similar de agua de mar al de la exhibición del Bosque de Quelpo. Muchas exhibiciones contienes estructuras hechas de fabricación humana que fueron dejadas en la bahía para acumular organismos vivos antes de que el acuario abriera; en los Hábitat de la Bahía de Monterey, pilares reales fueron obtenidos del departamento portuario de la ciudad para la sección del puerto de la exhibición. En otros, rocas artificiales engañaron tanto a los peces como a los visitantes. En la inauguración del acuario, esta "naturaleza falsa" lograda a través de la manipulación humana no engaño a algunos, pero la "'falsedad' no necesariamente redujo el valor intrínseco del acuario"
Nutria marinas rescatadas viven en un hábitat que posee 210.000 litros, y son los únicos mamíferos marinos exhibidos. En 2014, el acuario aseguro al Vancouver Courier que no tomaba una posición oficial en la controversia de las ballenas asesinas en cautiverio u otros cetáceos . Las instalaciones no fueron construidas para albergar cetáceos, y en su lugar, utiliza la 27 especies de mamíferos marinos que viven o viajan a lo largo de la Bahía de Monterey como una de sus "exhibiciones", pudiendo los visitantes ver la bahía y a los mamíferos marinos desde las plataformas a lo largo de la parte posterior del edificio.
El Acuario de la Bahía de Monterey fue el primer acuario público en tener su interior mapeado en Google Street View, creando una caminata turística virtual.